# Extrakunia sauberi
Extrakunia sauberi är en fjärilsart som beskrevs av Ludwig Carl Friedrich Graeser 1892. Extrakunia sauberi ingår i släktet Extrakunia och familjen nattflyn. Inga underarter finns listade i Catalogue of Life.